# Ariège (reka)
Ariège (okcitansko Arièja) je 170 km dolga reka v južni francoski regiji Jug-Pireneji, desni pritok Garone. Izvira na višini 2.400 m v jezeru Lac Noir (Pireneji) v bližini meje z Andoro, od koder teče proti severu in se južno od Toulousa izliva v Garono.

## Geografija

### Porečje
- Oriège,
- Aston (Les Cabannes),
- Vicdessos (Tarascon-sur-Ariège),
- Arget (Foix),
- Lèze (Labarthe-sur-Lèze),
- Hers-Vif (Cintegabelle).

### Departmaji in kraji
- Ariège: Ax-les-Thermes, Les Cabannes, Tarascon-sur-Ariège, Montgaillard, Foix, Varilhes, Pamiers, Saverdun,
- Haute-Garonne: Auterive, Cintegabelle, Portet-sur-Garonne.